# Souls of Damnation
Souls of Damnation är det femte studioalbumet med det norska death metal-bandet Blood Red Throne. Albumet släpptes 2009 av skivbolaget Earache Records. Den tidigaste utgåvan (i begränsad upplaga) innehåller två bonusspår och en DVD med intervjuer av bandmedlemmarna och en dokumentär om inspelningen av albumet.

## Låtlista
1. "The Light, The Hate" – 4:19
2. "Harme" – 4:35
3. "Throne of Damnation" – 3:37
4. "Human Fraud" – 4:17
5. "Demand" – 3:32
6. "Your Cold Flesh" – 3:35
7. "Prove Yourself Dead" – 4:36
8. "Not Turgenjev, But Close" – 3:32
9. "Ten Steps of Purgatory" – 6:41

- Text: Gramen/Rune Stordahl/Vald (spår 1, 5–7), Rune Stordahl (spår 2–4, 8, 9)
- Musik: Død (spår 1–3, 5–8), Tchort (spår 4, 9)

Bonusspår på första-utgåvan (begränsad upplaga)
1. "Manifest of Lies" – 4:35
2. "Affiliated with the Suffering" – 4:06

## Medverkande
Blood Red Throne
- Død (Daniel Olaisen) – gitarr
- Tchort (Terje Vik Schei) – gitarr
- Vald (Osvald Egeland) – sång
- Erlend Caspersen – basgitarr
- Anders Faret Haave – trummor

Andra medverkande
- Valle Adžić – ljudtekniker, ljudmix, mastering
- Łukasz Jaszak – omslagsdesign
- Inge Andersen – foto
- Gramen – sångtexter
- Rune Stordahl – sångtexter